# Тернан, Эллен
Эллен Тернан, Нелли, в браке Нелли Робинсон (англ. Ellen Ternan; 1839—1914) — английская актриса, последняя и наиболее известная любовница Чарльза Диккенса, связь писателя с которой продолжалась в течение тринадцати лет, вплоть до его смерти.

## Биография

### Происхождение и ранние годы
Родилась третьим из четырёх детей в Рочестере, графство Кент. Брат девочки умер во младенчестве, а обе сестры стали впоследствии известны своими браками. Отец и мать (Frances Eleanor Jarman) были актёрами и постарались сделать ими своих детей. Эллен была одарена меньше своих сестёр, но прилежно работала. Её дебют на сцене случился ещё в детском возрасте. В октябре 1846 года отец девочки умер в приюте для безумцев в Беснал Грин.

### Отношения с Диккенсом
Диккенс заметил девушку в 1857 году. Он дал ей, сестре Эллен Марии и её матери работу в своём спектакле. В том же году начал разваливаться брак Диккенса. У преуспевающего писателя и молодой актрисы начался тайный роман. Эллен было 18, она была лишь ненамного старше дочери Чарльза, отличалась умом, интересовалась литературой и театром. Диккенсу в то время было 45 лет.
В 1858 жена Диккенса обнаружила и открыла пакет из ювелирного магазина и его записку Эллен. После этого пара рассталась после 22 лет брака. В 1860 Эллен навсегда покинула сцену. Диккенс с молодой возлюбленной (и иногда также её матерью) путешествовал по Европе. Все вместе они попали и в железнодорожную катастрофу, существенно повлиявшую на писателя.

### После смерти Диккенса
В 1876 Тернан вышла замуж, утаив от жениха настоящий возраст: к тому времени ей было уже 37, а не 23. После смерти мужа в 1910 году, последние годы провела вместе с сестрой. Скончалась от рака в Фулеме (Лондон). Похоронена в Портсмуте.
Информация о связи Эллен и Диккенса не афишировалась его родственниками. Большая часть их переписки была уничтожена. Историографические упоминания о романе и затем его исследования известны с 1933 года, но наиболее полно эта тема была раскрыта в работах конца XX — начала XXI века.

## В культуре
- Невидимая женщина (фильм, 2013)
- Dickens and Nelly
- пьеса Little Nell Саймона Грея (2007)
- Dickens (BBC, 2002)
- Dickens' Secret Lovers (2008, Channel 4)
- Drood, роман Дэна Симмонса (2009)